# Miroku
Miroku (弥勒, Miroku, in limba romana Maitreya)  este un personaj ficțional din seria anime și manga InuYasha, creată deRumiko Takahashi și este unul din protagoniștii seriilor InuYasha.